# Spitznerovy sady
Spitznerovy sady jsou park v Prostějově. Jsou pojmenovány po Václavu Spitznerovi.

## Historie
Spitznerovy sady byly založeny v roce 1934 jako součást prostějovské botanické zahrady. Původně byly budovány jako arboretum a stromy z jednotlivých čeledí byly sázeny k sobě. V roce 1948 přešly sady do zeleně města Prostějova.

## Současnost
V současnosti tvoří park u kostela sv. Petra a Pavla a střední průmyslovou školou. Mezi zastoupenými stromy je např. borovice lesní, borovice černá, jedle stejnobarvá, douglaska Menziesova "Franco", jerlín japonský, šácholan Soulangeův, jírovec červený, pajasan žláznatý, habr obecný, jilm vaz, morušovník černý, myrabolán, dřín obecný, dřezovec trojtrnný, tis červený, nahovětvec dvoudomý, křehovětvec žlutý a habrovec habrolistý.